# Zurlo (cognome)
Zurlo è un cognome di lingua italiana.

## Varianti
Zurlino, Zurolo, Zurulo, Zurro, Zurri.

## Origine e diffusione
Cognome tipicamente meridionale, è presente prevalentemente nella zona meridionale peninsulare, con un ceppo anche a Padova.
Potrebbe derivare da una modificazione del nome greco Ζωή (Zoe) o dal termine zurlòs, "matto".
In Italia conta circa 1193 presenze.
Zurolo è forse una variante arcaica del cognome Zurlo; è molto diffusa a Castellammare di Stabia e nella zona dell'hinterland napoletano.

## Persone
- Francesco Zurolo (detto Francesco Zurlo; ... – Otranto, 11 agosto 1480) – militare italiano
- Giuseppe Maria Capece Zurlo (1711-1801) – cardinale italiano
- Giuseppe Zurlo (Baranello, 6 novembre 1757 – Napoli, 10 novembre 1828) – giurista e politico italiano
- Leopoldo Zurlo (1875-1959) – politico italiano
- Stanislao Zurlo (1963) – avvocato, imprenditore e politico italiano
- Giuseppe Zurlo (1926-2020) – politico italiano